# Estación de Marinha Grande
La Estación Ferroviaria de Marinha Grande, igualmente conocida como Estación de Marinha Grande, es una estación de ferrocarriles de la Línea del Oeste, que sirve a la localidad de Marinha Grande, en el distrito de Leiría, en Portugal.

## Características

### Localización y accesos
Se encuentra junto a la Calle de la Estación, en la localidad de Marinha Grande.

### Características físicas
Contaba, en enero de 2011, con tres vías de circulación, con longitudes entre los 509 y 295 metros; las plataformas tenían 212 y 207 metros de extensión, mostrado 35 y 40 centímetros de altura.

## Historia

### Apertura al servicio
El tramo entre Torres Vedras y Leiría, en el cual esta plataforma se inserta, abrió a la explotación pública el 1 de agosto de 1887.